# هيروماسا ياماموتو
هيروماسا ياماموتو (باليابانية: 山本 浩正) (5 يونيو 1979 في أوكازاكي في اليابان – )؛ هو لاعب كرة قدم ياباني سابق كان يلعب كحارس مرمى.

## وصلات خارجية
- هيروماسا ياماموتو على موقع رابطة كرة القدم اليابانية للمحترفين (اليابانية)
- هيروماسا ياماموتو على موقع قاعدة بيانات كرة القدم.إي يو (الإنجليزية)
- هيروماسا ياماموتو على موقع Soccerway.com (الإنجليزية)
- هيروماسا ياماموتو على موقع عالم كرة القدم.نت (الإنجليزية)